# L.A. (canción de Amy Macdonald)
«L.A.» es el sencillo grabado por Amy Macdonald, que fue lanzado en octubre de 2007. Llegó al número 48 en UK Singles Chart.

## Lista de canciones

### CD 1
1. «L.A.»
2. «Mr. Brightside»

### CD 2
1. «L.A.»
2. «Mr Rock & Roll» (En vivo de King Tut's)
3. «Footballer's Wife» (En vivo de King Tut's)

### 7" vinilo
1. «L.A.»
2. «Footballer's Wife» (En vivo de King Tut's)

## Vídeo musical
El vídeo musical de "L.A." consiste en ella en su camioneta cantando y tocando su guitarra y luego una presentación en vivo. El vídeo musical fue filmado en Málaga, en España.